# WuXi AppTec
WuXi AppTec Company Limited («Уси АппТек») — китайская фармацевтическая компания с операциями в КНР, США и Западной Европе. Штаб-квартира находится в Шанхае. Основная специализация — производство активных ингредиентов лекарственных препаратов и проведение клинических испытаний. В списке крупнейших публичных компаний мира Forbes Global 2000 за 2022 год заняла 1283-е место (1350-е по чистой прибыли и 328-е по рыночной капитализации).

## История
Компания была основана в 2000 году в городе Уси провинции Цзянсу, первоначально называлась WuXi PharmaTech. В 2007 году разместила свои акции на Нью-Йоркской фондовой бирже. В 2008 году купила компанию AppTec Laboratory Services с отделениями в Миннесоте, Пенсильвании и Джорджии, в связи с этим название было изменено на WuXi AppTec. В 2009 году было открыто токсикологическое отделение в Сучжоу. В 2010 году была открыта фабрика в Шанхае.
В 2015 году из состава WuXi AppTec выделилась компания WuXi Biologics, которая в 2017 году вышла на Гонконгскую фондовую биржу. В 2018 году акции WuXi AppTec были размещены на фондовых биржах Шанхая и Гонконга. В 2021 году у Bristol Myers Squibb была куплена фабрика в Швейцарии.

## Собственники и руководство
Компанию основал и продолжает возглавлять Ли Гэ (Li Ge), входящий в число богатейших китайских миллиардеров, его состояние на 2022 год оценивалось в 8,3 млрд долларов.

## Деятельность
WuXi AppTec осуществляет лабораторные исследования для более чем 4 тыс. клиентов в своих лабораториях в Китае и США, проводит клинические испытания новых лекарств, необходимые для их допуска на рынок, а также является контрактным производителем лекарств для других фармацевтических компаний. Основные направления деятельности — молекулярная биология, синтез олигонуклеотидов и пептидов, клеточная трансплантология, генотерапия, исследования лекарственных средств, тестирование медицинских устройств, услуги клинических исследований.
Основные исследовательские лаборатории и производственные мощности WuXi AppTec расположены в Китае (Шанхай, Наньтун, Сучжоу, Чанчжоу, Уси, Нанкин, Тяньцзинь, Чэнду, Ухань, Пекин, Гуанчжоу), Южной Корее (Соннам), США (Филадельфия, Бостон, Нейтик, Атланта, Сент-Пол, Остин, Сан-Диего, Сан-Франциско), Германии (Мартинсрид), Великобритании (Оксфорд), Швейцарии (Невшатель) и Израиле (Тель-Авив).

## Дочерние компании
- STA Pharmaceutical (Китай)[8]
- MedKey Med-Tech Development (Китай)
- Jiecheng Med-Tech Development (Китай)
- Kaipara Enterprises (Кипр)
- Klivia Investments (Польша)
- Global Bond Investments (Гонконг)
- Chemdepo Inc. (США)
- Abgent Inc. (США)
- WuXi AppTec Holding Company (США)
- WuXi AppTec Sales (США)
- WuXi PharmaTech Investment Holdings (США)
- WuXi Advanced Therapies (США)
- WuXi AppTec UK (Великобритания)
- WuXi AppTec Biotechnology (Китай)
- Wuxi AppTec Investment & Development (Китай)
- WuXi AppTec Biomedical Investment Management (Китай)